# Enes Batur
Enes Batur Sungurtekin (* 9. April 1998 in Ankara) ist ein türkischer YouTuber, Schauspieler und Sänger.

## Leben und Karriere
Batur wurde am 9. April 1998 in Ankara geboren. Seine Mutter stammt aus Malatya und sein Vater aus Adana. Anschließend studierte er an der Antalya Bilim Üniversitesi. Danach setzte er sein Studium an der Nişantaşı-Universität fort. 2011 erstellte er einen YouTube-Kanal. 2017 bekam er die Auszeichnung 44. Altın Palmiye Kelebek als Bester YouTuber, was jedoch später zurückgezogen wurde.
Später gewann er noch die Auszeichnungen 5. Golden Palm Awards und den Social Media Phenomenon of the Year Award. Außerdem spielte er in Enes Batur Hayal mi Gerçek mi? die Hauptrolle. Seine nächste Hauptrolle bekam er in dem Film Enes Batur Gerçek Kahraman. 2019 nahm er an der Sendung Survivor teil.

## Filmografie

### Filme
- 2018: Enes Batur Hayal mi Gerçek mi?
- 2018: Kafalar Karışık
- 2018: Maşa ile Koca Ayı 2
- 2019: Enes Batur Gerçek Kahraman

### Serien
- 2021: Enes Batur'la Buluşma

## Diskografie

### Singles
- 2018: Sen Yerinde Dur
- 2018: Gel Hadi Gel (feat. Kaya Giray)
- 2019: Dolunay
- 2020: Biliyom
- 2020: Yüreğine İnan
- 2021: Ayaz[10]